# トロッコ保津峡駅
トロッコ保津峡駅（トロッコほづきょうえき）は、京都府京都市西京区嵐山北松尾山にある、嵯峨野観光鉄道嵯峨野観光線の駅。
第2回近畿の駅百選選定駅である。

## 歴史
- 1929年（昭和4年）8月17日：国鉄山陰本線の松尾山信号場として開設[1]。
- 1936年（昭和11年）4月15日：旅客駅化し、保津峡駅として開業[2]。
- 1987年（昭和62年）4月1日：国鉄分割民営化により、西日本旅客鉄道（JR西日本）の駅となる[2]。
- 1989年（平成元年）3月5日：嵯峨駅（現在の嵯峨嵐山駅） - 馬堀駅間が新線に切り替えられ複線化されるとともに当駅は現在の保津峡駅の地に移転し、当駅は使用されなくなる。
- 1991年（平成3年）4月27日：旧保津峡駅の設備を活用し、トロッコ保津峡駅として再開業[2]。
- 2001年（平成13年）：第2回近畿の駅百選に選定。
- 2013年（平成25年）9月16日：台風18号による保津川の増水により、鵜飼橋が損傷して通行止めとなったため、営業休止。
- 2014年（平成26年）6月27日：鵜飼橋が復旧し、営業再開[3]。

## 駅構造
単式ホーム1面1線の地上駅。かつては山陰本線の保津峡駅として利用されていた施設が活用されている。同線時代は相対式ホーム2面2線の駅だったが、トロッコ化の際に列車交換設備を廃し、撤去された線路部分に新しいホームを設けた。ただし、旧ホームや跨線橋など随所に2面2線時代の名残が見られる。ホーム中央部にはトロッコ化されてから設置されたカリヨンがあり、列車の到着ごとに演奏される。
保津川に架かる吊橋の鵜飼橋が、一般客が当駅に出入りする唯一の手段である。橋の道路側には山陰本線時代に営業していた売店の建物が残っている。
無人駅で乗車券は車内で購入するよう表示がある。

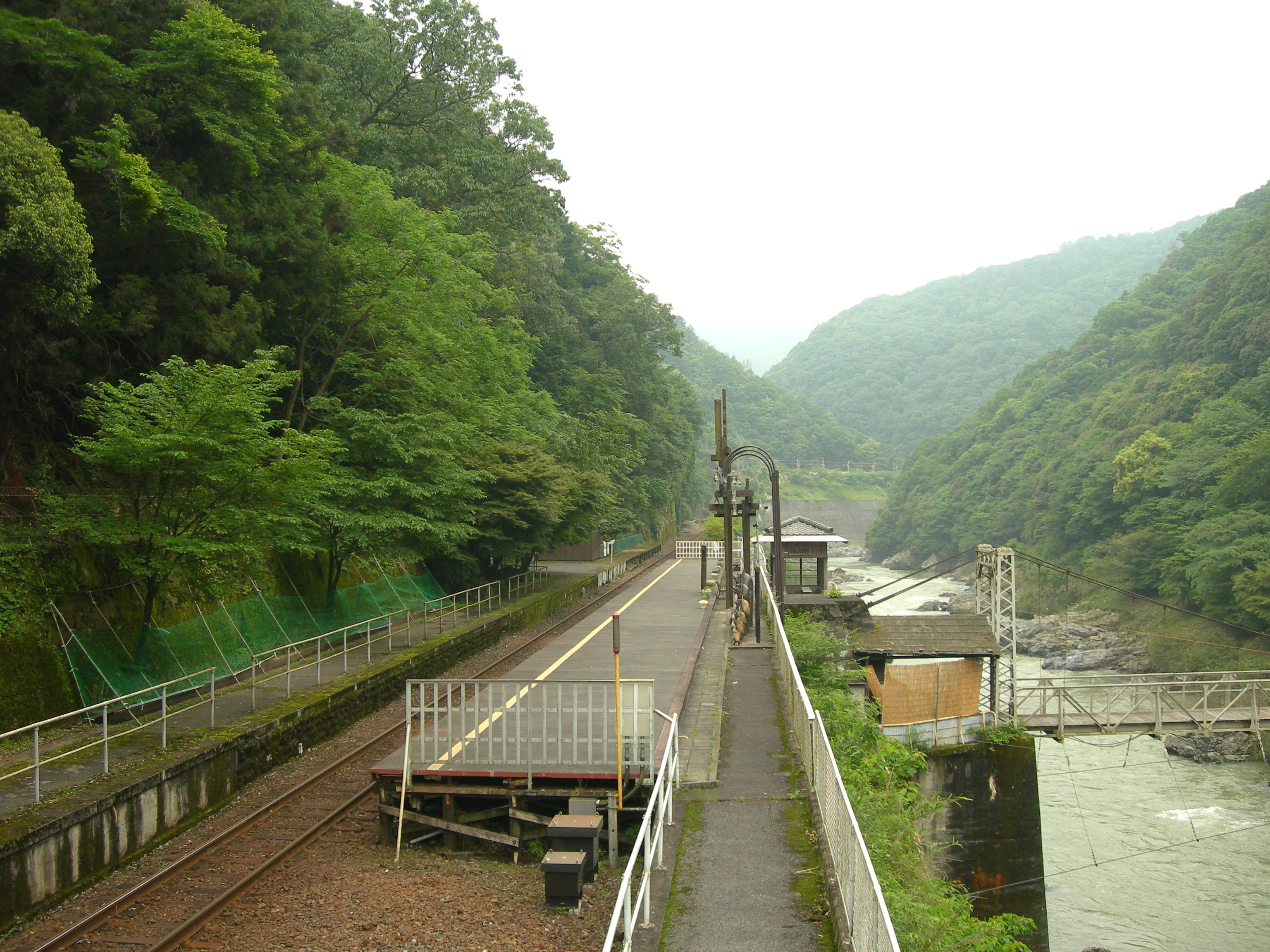
ホーム（2011年6月）
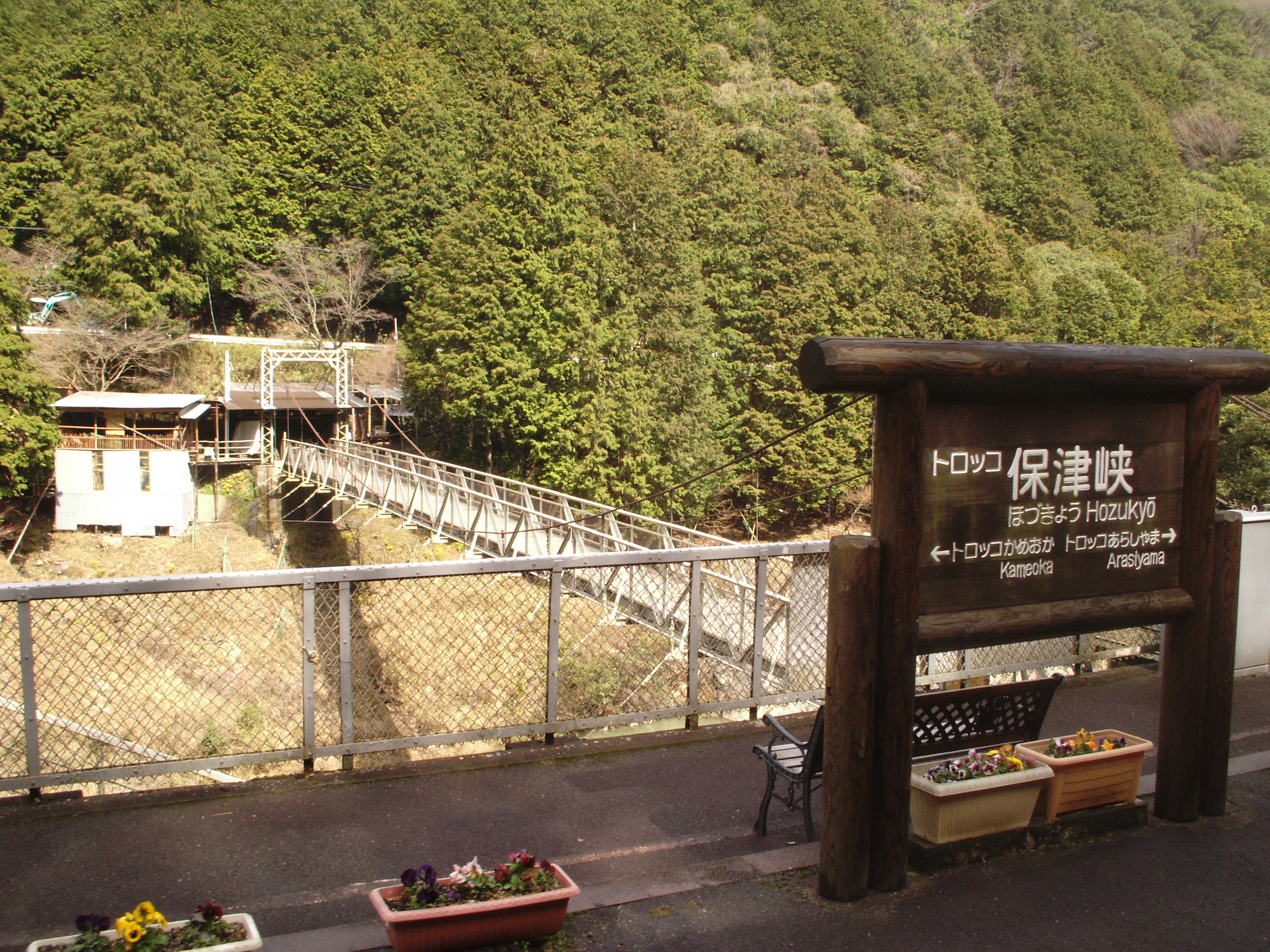
駅名標と鵜飼橋（2006年3月）
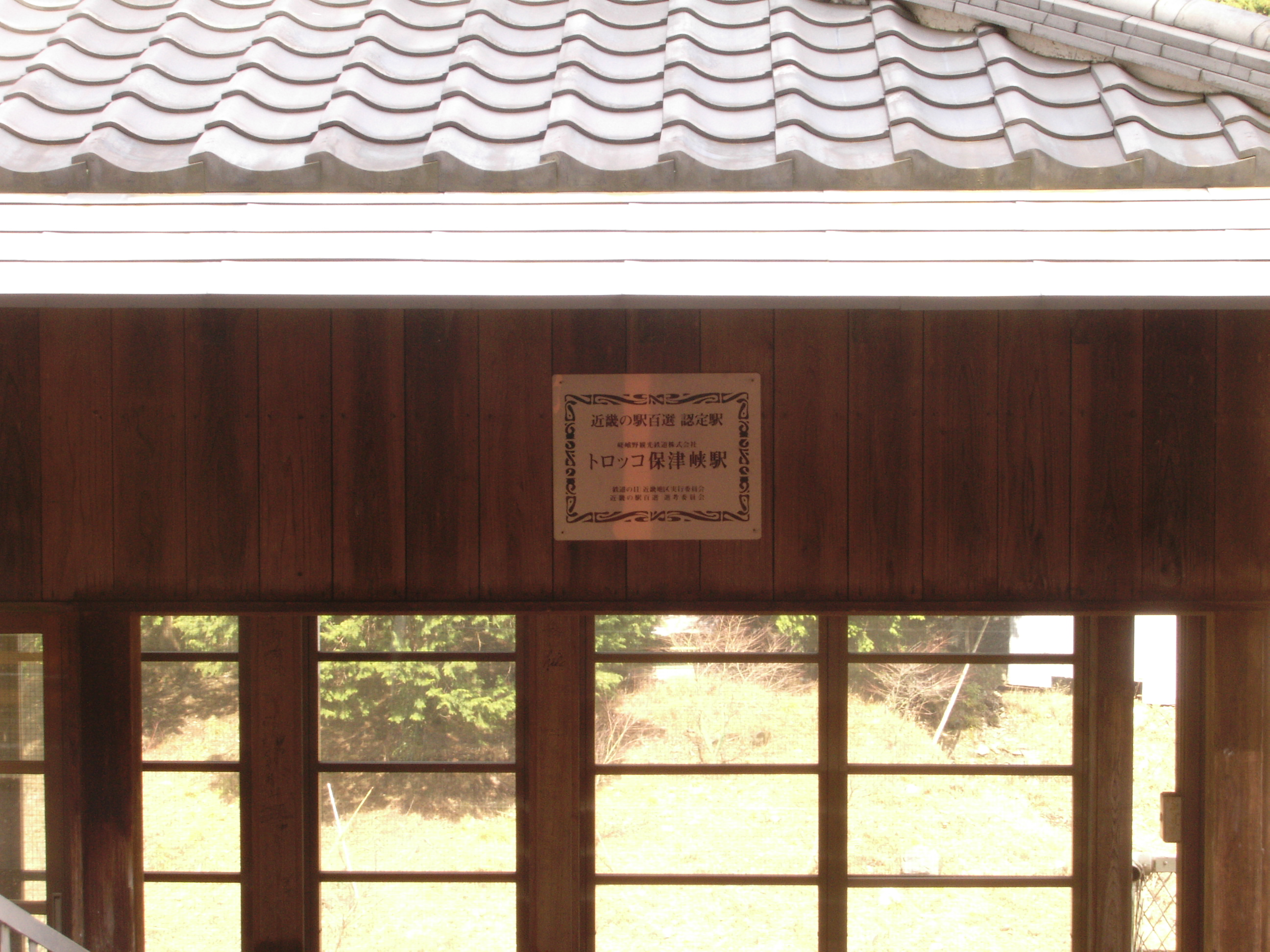
待合室にある「第2回近畿の駅百選選定駅」のプレート（2006年3月）
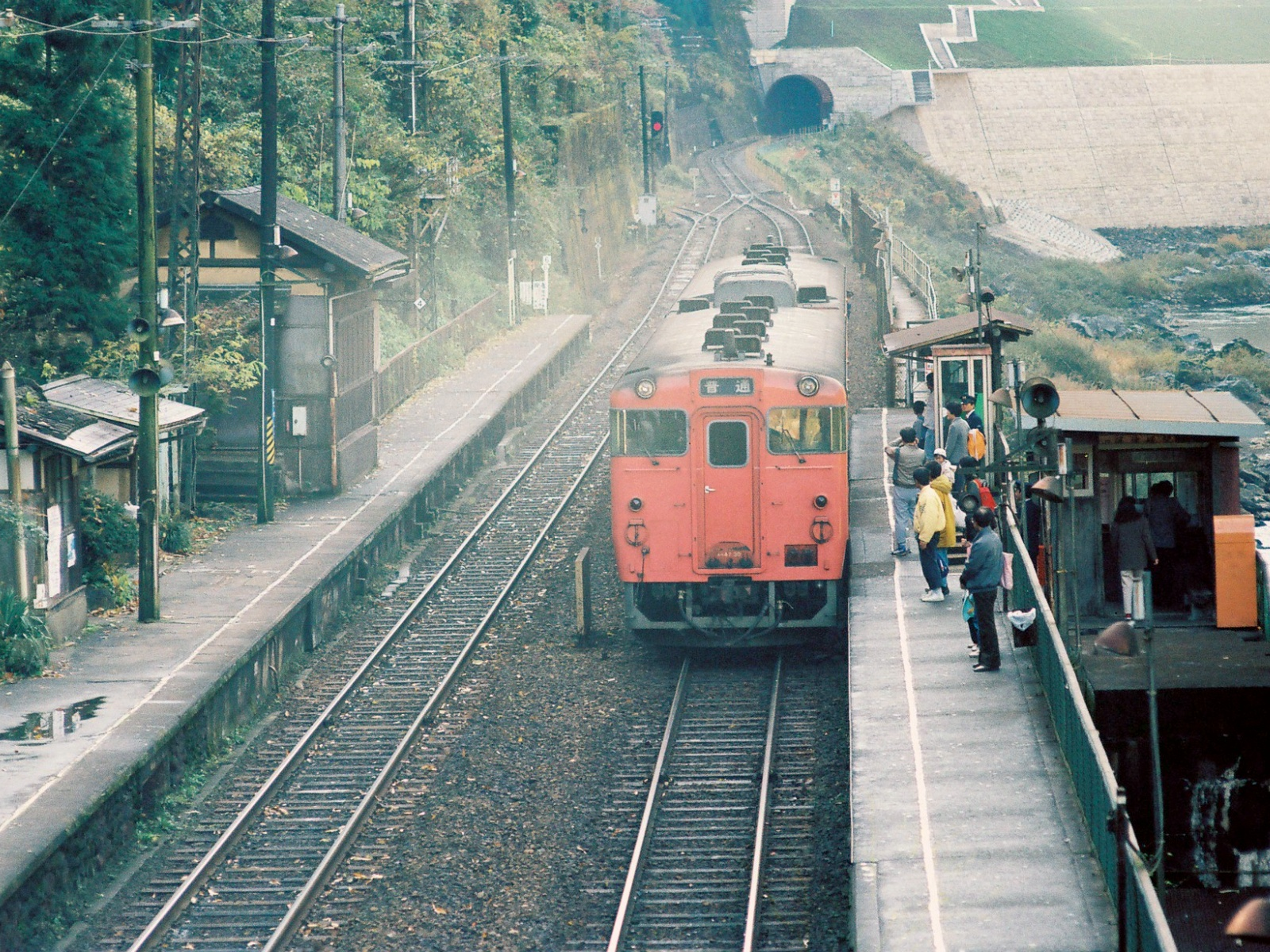
山陰本線の保津峡駅として使われていた頃（1988年）

## 駅周辺
- 京都府道50号京都日吉美山線
- 西日本旅客鉄道山陰本線（嵯峨野線）: 保津峡駅
  - 両駅は直線距離で500メートルであるが、歩行可能な道路は水尾川の谷を迂回しているため道なりの距離にして約1,100メートル離れている。連絡交通機関はなく徒歩で約15分の連絡となる。なお、移転直後は新駅舎が未完成であったために保守用通路（旧線軌道上の仮通路）を介して旧駅から出入りしていた（当時の旧線は廃線で、嵯峨野観光線はまだ計画のみであった）。なお、この通路を経由すると旧駅までの最短距離となるが、現在は旧線にトロッコ列車が走っており一般の通行は禁止されている。

## 作品の舞台
鷺沢萠の小説『岸辺の駅』の舞台となった駅であり、映画・テレビドラマ・テレビCMのロケ地としても登場した。
映画
- 1982年（昭和57年）に公開した映画『蒲田行進曲』のロケ地の1つとして使われ、ヤス（演 - 平田満）が身重の小夏（演 - 松坂慶子）を連れて帰郷するシーンが当駅で撮影された[4][5]。
- 1985年（昭和60年）に公開した映画『姉妹坂』のロケ地の1つとしても使われ[4]、冬悟（演 - 宮川一朗太）と杏（演 - 沢口靖子）が列車から降りるシーンが当駅で撮影された。

テレビドラマ
- 1978年（昭和53年）に放送したテレビドラマ『横溝正史シリーズII・八つ墓村』（主演：古谷一行）のロケ地の1つとして使われ、当駅が「八つ墓村の最寄り駅」という設定で登場した。ロケは（当駅に隣接する）鵜飼橋でも行われた。

テレビCM
- 1984年（昭和59年）に放送した大森屋の贈り物広告（お中元・お歳暮。出演：春川ますみ）に登場し、駅構内と鵜飼橋で撮影が行われた。なお、同CMには当駅に到着するキハ40系気動車の列車が少しだけ映る。

## 隣の駅
嵯峨野観光鉄道
■嵯峨野観光線
トロッコ嵐山駅 - トロッコ保津峡駅 - トロッコ亀岡駅